# ماکسیمیلیان الشویده
ماکسیمیلیان الشویده (انگلیسی: Maximilian Ahlschwede؛ زادهٔ ۱۰ فوریهٔ ۱۹۹۰) بازیکن فوتبال اهل آلمان است.
از باشگاه‌هایی که در آن بازی کرده‌است می‌توان به باشگاه فوتبال وولفسبورگ، باشگاه فوتبال آرمینیا بیله‌فلد، باشگاه فوتبال کیکرز اوفنباخ، باشگاه فوتبال هانزا روستوک، و باشگاه فوتبال وهن ویسبادن اشاره کرد.